# Armenischer Dram

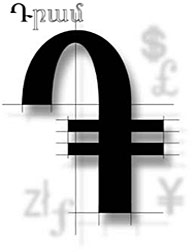
Währungssymbol des Dram

Der Dram (armenisch դրամ oder հայկական դրամ) ist die Währung Armeniens. Er wird von der Zentralbank der Republik Armenien ausgegeben. Das Währungssymbol des Dram (֏) ist der durch zwei horizontale Linien gekreuzte Großbuchstabe Դ (da) des armenischen Alphabets, dieser ist mit dem Unicode-Zeichen-Code U+058F darstellbar.
1 Dram ist unterteilt in 100 Luma (armenisch լումա). Luma-Münzen waren jedoch nur für kurze Zeit im Umlauf. Der Dram wurde am 22. November 1993 eingeführt, er löste den russischen Rubel ab, dabei wurden 200 Rubel gegen 1 Dram eingetauscht.
Im Umlauf befinden sich Banknoten zu 1.000, 2.000, 5.000, 10.000, 20.000, 50.000 und seit September 2009 100.000 Dram. Folgende Münzen sind im Umlauf: 10 Dram (zwei verschiedene Versionen aus Aluminium), 20 Dram (Kupfer), 50 Dram (Kupfer), 100 Dram (Nickel), 200 Dram (Nordisches Gold), 500 Dram (Nickel/Nordisches Gold).
Der Dram war auch in der aufgelösten Republik Arzach gesetzliches Zahlungsmittel.  Daneben existierte der Bergkarabach-Dram.

## Etymologie
Ähnlich wie die Wörter für den arabischen Dirham und die anglo-amerikanische Maßeinheit Dram entstammt die Währungsbezeichnung dem Altgriechischen Drachme (δραχμή) und wurde über das Altpersische entlehnt.

## Münzen

### Erste Serie (1994 – 2002)
1994 wurde eine erste Serie von Aluminium-Münzen in den Stückelungen 10, 20 und 50 Luma, sowie 1, 3, 5 und 10 Dram eingeführt. Die anderen Münzen sind offiziell in Umlauf, werden jedoch aufgrund ihres niedrigen Nennwerts selten verwendet.

1994
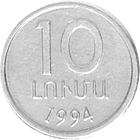
10 Luma
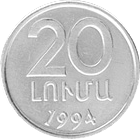
20 Luma
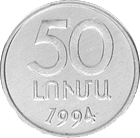
50 Luma
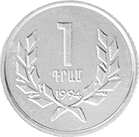
1 Dram
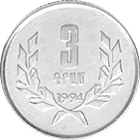
3 Dram
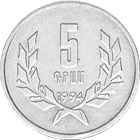
5 Dram
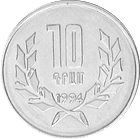
10 Dram

### Zweite Serie (seit 2003)
Im Jahr 2003 wurde eine neue Münzserie in den Nennwerten 10, 20, 50, 100, 200 und 500 Dram eingeführt.

2003
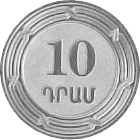
10 Dram
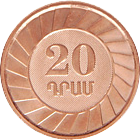
20 Dram
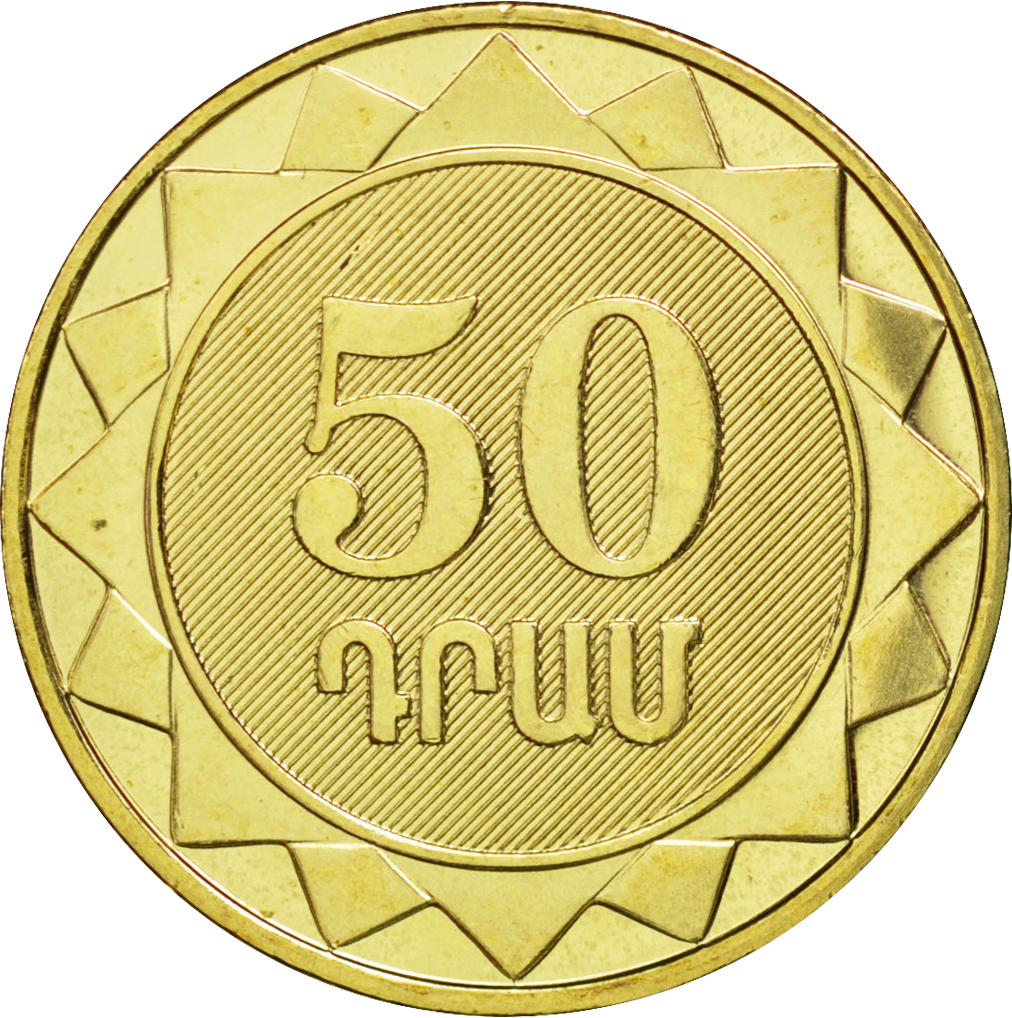
50 Dram
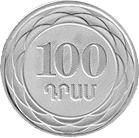
100 Dram
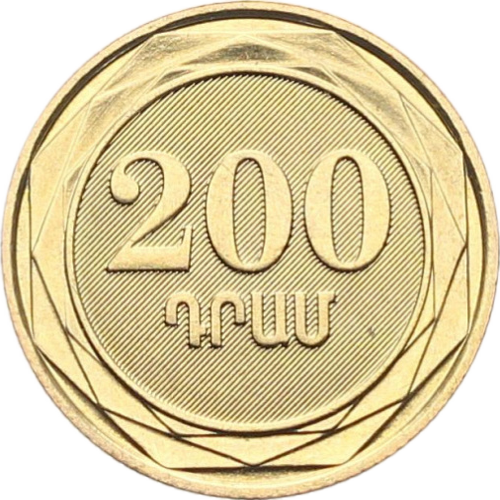
200 Dram
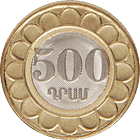
500 Dram

## Banknoten

### Zweite Serie (1998 – 2017)
Die 50-, 100- und 500-Dram-Noten wurden aus dem Umlauf genommen und durch Münzen gleichen Nennwertes ersetzt. Die 50.000-Dram-Banknote wurde 2001 im Zusammenhang mit dem Jubiläum „1700 Jahre Christentum in Armenien“ eingeführt.
| Vorderseite | Rückseite | Nennwert     | Farbe               | Motiv der Vorderseite       | Motiv der Rückseite |
| ----------- | --------- | ------------ | ------------------- | --------------------------- | --- |
|             |           | 50 Dram      | Violett, Blau, Grau | Aram Chatschaturjan         | Eine Szene des von ihm komponierten Balletts Gayaneh vor dem Berg Ararat                                                                    |
|             |           | 100 Dram     | Blau, Grau          | Wiktor Hambardsumjan        | Bjurakan-Observatorium |
|             |           | 500 Dram     | Grau                | Alexander Tamanjan          | Das von ihm entworfenes Regierungsgebäude in Jerewan                                                                                        |
|             |           | 1000 Dram    | Grün, Violett       | Jeghische Tscharenz         | Bild des früheren Jerewans |
|             |           | 5000 Dram    | Gelb, Grün          | Hovhannes Tumanjan          | Landschaft von Lori aus einem Gemälde von Martiros Sarjan                                                                                   |
|             |           | 10.000 Dram  | Rosa                | Avetik Isahakjan            | Bild von Gjumri zu Beginn des 20. Jahrhunderts                                                                                              |
|             |           | 20.000 Dram  | Gelb, Rot, Braun    | Martiros Sarjan             | Fragment der Landschaftszeichnung Armenien von Martiros Sarjan                                                                              |
|             |           | 50.000 Dram  | Braun, Rot          | Kathedrale von Etschmiadsin | Heiliger Gregor der Erleuchter und König Trdat der Große mit dem Ararat im Hintergrund, rechts ist ein Khachkar aus dem Kloster Ketscharis. |
|             |           | 100.000 Dram | Blau, Braun         | Abgar V. von Edessa         | Abgar V. von Edessa empfängt das Mandylion von Heiliger Judas Thaddäus (nicht abgebildet).                                                  |

### Dritte Serie (seit 2018)
Im Jahr 2018 sind neue Banknoten, als Jubiläum zu 25 Jahren des Dram als nationale armenische Währung, erschienen.
| Vorderseite | Rückseite | Nennwert    | Farbe       | Motiv der Vorderseite                                                                                             | Motiv der Rückseite |
| ----------- | --------- | ----------- | ----------- | --- | --- |
|             |           | 500 Dram    | Braun, Grau | Arche Noah und die Kathedrale von Etschmiadsin vor dem Hintergrund des Ararat                                     | Noah, seine Familie und Tiere vor dem Hintergrund des Ararat                                                                                 |
|             |           | 1000 Dram   | Violett     | Dichter Paroujr Sewak                                                                                             | Paroujr Sewak-Haus (Museum) in Sangakatun (Provinz Ararat), Sewak-Statue                                                                     |
|             |           | 2000 Dram   | Braun       | Schachweltmeister Tigran Petrosjan, Schachbrett                                                                   | Tigran Petrosjan Schachhaus (Jerewan), Petrosjan-Statue                                                                                      |
|             |           | 5000 Dram   | Rot         | Schriftsteller William Saroyan, Buch-Cover seiner Bücher, ein Berg                                                | Saroyan-Statue in Jerewan |
|             |           | 10.000 Dram | Lila        | Komitas Vardapet, Begründer der modernen klassischen Musik Armeniens                                              | Gevorkian-Seminar und Komitas-Statue in Wagharschapat (Etschmiadsin)                                                                         |
|             |           | 20.000 Dram | Blau        | Maler Iwan Konstantinowitsch Aiwasowski                                                                           | Kunstmuseum und Aiwasowski-Statue in Feodossija (Krim)                                                                                       |
|             |           | 50.000 Dram | Gold        | Gregor der Erleuchter, Manuskripte über das Leben des Heiligen Gregor und der Dom der Kathedrale von Etschmiadsin | Kloster Chor Virap (Kapelle Gregors des Erleuchters), Ararat-Ebene, Grabstein des Heiligen Gregor (Etschmiadsin), Statue des Heiligen Gregor |